# Kanton Méru
Kanton Méru (fr. Canton de Méru) je francouzský kanton v departementu Oise v regionu Hauts-de-France. Skládá se ze 16 obcí. Před reformou kantonů 2014 ho tvořilo 20 obcí.

## Obce kantonu
od roku 2015:
- Amblainville
- Andeville
- Anserville
- Belle-Église
- Bornel
- Chambly
- Dieudonné
- Ercuis
- Esches
- Fosseuse
- Fresnoy-en-Thelle
- Lormaison
- Méru
- Neuilly-en-Thelle
- Puiseux-le-Hauberger
- Villeneuve-les-Sablons

před rokem 2015:
- Amblainville
- Andeville
- Anserville
- Bornel
- Chavençon
- Corbeil-Cerf
- Esches
- Fosseuse
- Fresneaux-Montchevreuil
- Hénonville
- Ivry-le-Temple
- Lormaison
- Méru
- Montherlant
- Monts
- Neuville-Bosc
- Pouilly
- Ressons-l'Abbaye
- Saint-Crépin-Ibouvillers
- Villeneuve-les-Sablons